# Vukajlija
Vukajlija – serbski internetowy słownik slangu. Został założony w 2007 roku i funkcjonuje jako serbski odpowiednik anglojęzycznego Urban Dictionary. Serwis skupia się na dokumentowaniu wyrazów z różnych domen codziennej praktyki językowej. Sama nazwa Vukajlija stanowi zniekształconą formę nazwiska serbskiego słownikarza Milana Vujakliji.
Założycielem i operatorem serwisu jest programista Dejan Simić.
W rankingu Alexa serwis był notowany na miejscu 103 257 (sierpień 2020).